# Свети Йоан Кръстител (Първонек)
„Свети Йоан Кръстител“ (на сръбски: Храм св. Јована Крститеља) е възрожденска православна църква във вранското село Първонек, югоизточната част на Сърбия. Част е от Вранската епархия на Сръбската православна църква.
Църквата е разположена южно от селото, на северния бряг на Първонешкото езеро.
Църквата е еднокорабен храм в тристранна апсида на изток. Градежът е от необработен камък, измазан в бяло. Около храма има остатъци от стената, която го е обграждала. Надписът над южния вход на западната фасада гласи: „ХРАМ РОЖДЕСТВА СВЕТОГ ЈОВАНА – ЦРКВА ПРВОНЕЧКА ПОДИГНУТА ЈЕ 1819. ГОДИНЕ ОД НАРОДА ДОБРОВОЉНИМ ПРИЛОГОМ. ПОКРЕТАЧ ЈЕ БИО ГОСПОДИН МИЈАИЛО МЛАДЕНОВИЋ СВЕШТЕНИК И ТУТОР ИВАН СТАНКОВИЋ. ПОЛОЖЕН ЈЕ СВЕТИ АНТИМИНС, 1880. ГОД. 24. ЈУЛА. ОСВЕЋЕНА ЈЕ И МИРОПОМАЗАНА 1898. ГОД. 26. ОКТОМВРА ОД ГОСПОДИНА НИКАНОРА ЕПИСКОПА НИШКОГ. ПРИЛОЖИО ЗА ОВАЈ НАТПИС [нечетливо] ЗИДАР ИЗ СТАРИ ГЛОГ.“ На камбанарията има надпис „ОВО ЗВОНО ОБШТИНЕ ПРВОНЕЧКЕ ХРАМА РОЖДЕСТВА СВЕТОГ ЈОВАНА 1884. ГОДИНЕ“.
Иконостасът е с 48 икони. Съдейки по стила престолните икони вероятно са на зограф Адамче Найдов. Целувателните икони са вероятно на майстор от България.